# Pasvalys
Pasvalys est une ville de 8 709 habitants (recensement de 2001), dans le nord de la Lituanie, au confluent des rivières Svalia et Lėvuo. Elle fait partie de l'apskritis de Panevėžys.

## Histoire
La première mention de la ville remonte à 1497.
En août 1941, dans le cadre de la Shoah par balles, 1 349 Juifs de la ville et des villages voisins sont assassinés sur place par des allemands et leurs collaborateurs lituaniens.

## Jumelage
- Liévin (France)